# Тень независимости
Тень независимости — седьмой студийный альбом рок-группы 7000$, выпущенный в 2014 году. Деньги на запись альбома были собраны при помощи краудфандингового проекта на сайте Planeta.ru. В пресс-релизе было заявлено, что альбом должен стать самым «тяжёлым» (по звуку) в истории группы. Презентация альбома состоялась 28 марта 2014 года в клубе «Москва Hall»

## Об альбоме
По мнению музыкального обозревателя InterMedia Алексея Мажаева, альбом нельзя назвать в полной мере «тяжёлым». Например, сравнивая его с вышедшим в то же время альбомом группы Психея, он отмечает наличие большего количества лирических композиций и внимание к «разбирабельности» слов песен. В своей рецензии он наиболее подробно останавливается на совместных песнях, присутствующих в альбоме. Песня «Дедлайн», записанная совместно с певицей Лусинэ Геворкян, по его мнению, не в достаточной мере демонстрирует особенности вокала Лу и поэтому не производит большого впечатления. Смысл приглашения Noize MC для участия в треке «Тёмную стороны силы» для критика не до конца понятен, но его же участие в «Хозяине леса» названо уместным и только украшающим песню. Также в этой песне отдельно был положительно оценен бэк-вокал певицы Staisha. Совместная с Дмитрием Спириным из группы Тараканы! песня «ЭО!» также была названа удачной. Среди песен, которые были исполнены группой без участия гостевых музыкантов, критик наиболее выделил «Империи должны умереть», «Чем пахнут ремёсла» (сиквел одноимённого произведения Джанни Родари), лирические композиции «ССТЛ» и «Тускнею», а также социальную «Н**балово».

## Список композиций
| №   | Название                                     | Длительность |
| --- | -------------------------------------------- | ------------ |
| 1.  | «Тень независимости»                         | 1:33         |
| 2.  | «Дедлайн» (при участии Лусинэ «Лу» Геворкян) | 3:50         |
| 3.  | «Оставайся голодным»                         | 3:34         |
| 4.  | «Паутина»                                    | 4:54         |
| 5.  | «Тёмную сторону силы» (при участии Noize MC) | 2:11         |
| 6.  | «Империи должны умереть»                     | 4:01         |
| 7.  | «Чем пахнут ремёсла»                         | 3:42         |
| 8.  | «Хозяин леса» (при участии Noize MC)         | 3:46         |
| 9.  | «Король на день»                             | 3:51         |
| 10. | «ЭО!» (при участии Дмитрия Спирина)          | 3:19         |
| 11. | «ССТЛ»                                       | 4:05         |
| 12. | «Тишина»                                     | 3:49         |
| 13. | «Наебалово»                                  | 4:30         |
| 14. | «Я спокоен»                                  | 4:51         |
| 15. | «Тускнею»                                    | 4:38         |